# San Mateo–Hayward Bridge
Die San Mateo–Hayward Bridge (oftmals nur San Mateo Bridge genannt) überspannt die Bucht von San Francisco und verbindet die Stadt Hayward mit Foster City, einer 1971 gegründeten Planstadt östlich von San Mateo. Mit einer Länge von 11.265,41 Metern ist es die längste der fünf Brücken in der Bucht von San Francisco sowie überhaupt in Kalifornien. Ihre Hauptfunktion ist die Verbindung von Interstate 880 in der East Bay mit dem U.S. Highway 101 auf der San-Francisco-Halbinsel. Sie wird zu einem großen Teil von Pendlern benutzt, die in der East Bay wohnen und im Silicon Valley arbeiten. Wegen ihrer parallelen Lage zur Bay Bridge und der Dumbarton Bridge wird sie manchmal auch als Ausweichroute benutzt, wenn es auf diesen Brücken zu größeren Staus kommt.

## Geschichte
Die ursprüngliche Brücke, auch bekannt als die San Francisco Bay Toll-Bridge, wurde 1929 gebaut und war zum Zeitpunkt ihrer Fertigstellung die längste Brücke der Welt. Sie wurde 1967 durch eine moderne Struktur ersetzt und im Jahr 2000 einer umfangreichen seismischen Nachrüstung unterzogen, um sie vor Beschädigungen durch Erdbeben zu schützen.

## Beschreibung
Im Durchschnitt fahren 93.000 Fahrzeuge pro Tag über die Brücke. AC Transit betreibt eine Buslinie über die Brücke. Die Hauptspannweite für die Schifffahrt beträgt 229 m mit einem vertikalen Abstand von 41 m.
Hochspannungsleitungen von PG&E überqueren parallel zur Brücke die Bucht und versorgen San Francisco und die Halbinsel mit Strom.
Die Überquerung der Brücke westwärts von San Mateo nach Hayward ist kostenlos, in der Gegenrichtung werden pro zweiachsiges Fahrzeug bis zu 7 US-Dollar fällig. Die Maut wird mittels Fastrak oder Video-Maut mit Kennzeichenerkennung erhoben, Barzahlungen sind nicht möglich.

## Weblinks

Brücken in der Bucht von San Francisco